# Padus napaulensis
Padus napaulensis là loài thực vật có hoa trong họ Hoa hồng. Loài này được (Ser.) C.K. Schneid. mô tả khoa học đầu tiên năm 1905.